# Kojšov
Kojšov (em alemão: Koischdorf; em húngaro: Kojsó) é um município da Eslováquia, situado no distrito de Gelnica, na região de Košice. Tem 31,8 km² de área e sua população em 2018 foi estimada em 702 habitantes.

## Demografia
| Ano:        | 1994 | 2004   | 2014   | 2024   |
| ----------- | ---- | ------ | ------ | ------ |
| Broj ljudi: | 789  | 749    | 713    | 690    |
| Razlika:    |      | -5,06% | -4,80% | -3,22% |

| Ano:               | 2023 | 2024   |
| ------------------ | ---- | ------ |
| Número de pessoas: | 698  | 690    |
| Diferença:         |      | -1,14% |